# Place Flora-Tristan
La place Flora-Tristan est une voie située dans le quartier de Plaisance du 14e arrondissement de Paris.

## Situation et accès
La place Flora-Tristan est desservie à proximité par la ligne 13 du métro à la station Pernety.

## Origine du nom
Cette place doit son nom à l'écrivaine et militante féministe Flora Tristan (1803-1844).

## Historique
La place est créée et prend sa dénomination actuelle le 31 octobre 2003.